# Antonio de Brugada
Antonio de Brugada – hiszpański malarz romantyczny zaangażowany w politykę Hiszpanii. Był nadwornym malarzem Izabeli II.
Studiował w Królewskiej Akademii Sztuk Pięknych św. Ferdynanda w Madrycie w latach 1818-21. Od 1820 należał do madryckiej narodowej milicji, po zmianach na arenie politycznej został uwięziony i szykanowany przez absolutystów. Wyemigrował do Francji w 1823 i zamieszkał w Bordeaux. Rok później w Bordeaux osiedlił się również Francisco Goya, z którym łączyła go przyjaźń.
We Francji mieszkał przez kilka lat kontynuując studia artystyczne i działalność polityczną. Po śmierci Goi na prośbę jego syna Javiera udał się do Hiszpanii, aby sporządzić inwentarz obrazów w domu zmarłego artysty nazywanym Domem Głuchego. Brugada był jednym z pierwszych, którzy opisali czarne obrazy – malowidła, które Goya wykonał na ścianach swojego domu.
Malował pejzaże, w szczególności sceny morskie, za które dwukrotnie otrzymał wyróżnienie cum laude na Krajowej Wystawie Sztuk Pięknych w Madrycie w latach 1856 i 1858.

## Wybrane dzieła
- Marina con acantilado y barcas
- Marina. Naufragio de un galeón, 1841
- Episodio de la batalla de Lepanto